# Tyler Colvin
Pour les articles homonymes, voir Colvin.
Tyler Eugene Colvin (né le 5 septembre 1985 à Augusta en Géorgie, États-Unis) est un voltigeur de baseball qui évolue en Ligue majeure avec les Giants de San Francisco.

## Carrière

### Cubs de Chicago
Tyler Colvin est le choix de première ronde des Cubs de Chicago en 2006 et le 13e athlète sélectionné par un club des Ligues majeures lors de cette séance du repêchage amateur.
Il fait ses débuts dans les majeures pour Chicago le 21 septembre 2009 et obtient dans ce match son premier coup sûr, réussi aux dépens du lanceur des Brewers de Milwaukee Braden Looper.
Il dispute sa saison recrue avec les Cubs en 2010. En 135 parties, il présente une moyenne au bâton de ,254 avec 20 circuits et 56 points produits. Il réussit son premier coup de circuit dans les majeures le 8 avril aux dépens de Tommy Hanson des Braves d'Atlanta. Sa saison prend fin le 19 septembre alors qu'il subit un pneumothorax dans un accident inusité pendant un match entre les Cubs et les Marlins de la Floride. Welington Castillo, des Cubs, fracasse son bâton en frappant un coup sûr. Colvin, qui part du troisième but pour venir marquer, est atteint à la poitrine par un éclat de bois projeté en sa direction après l'impact avec la balle. Colvin ne paraît pas blessé sur le moment, mais il passe plusieurs jours à l'hôpital.
En 2011, Colvin ne frappe que pour ,150 en 80 matchs avec six circuits et 20 points produits pour les Cubs.

### Rockies du Colorado
Le 8 décembre 2011, Chicago échange Colvin et le joueur de champ intérieur D. J. LeMahieu aux Rockies du Colorado en retour du joueur de troisième but Ian Stewart et du lanceur droitier Casey Weathers.
En 136 matchs joués en 2012, Colvin frappe pour ,290 de moyenne au bâton avec 18 circuits et 72 points produits, son plus haut total en carrière, pour les Rockies. Il réussit également des records personnels de coups sûrs (122), de doubles (27), de points marqués (62) et de buts volés (7). Avec 10 triples, il prend le 5e rang des joueurs de la Ligue nationale.
Pour Colorado en 2013, Colvin ne dispute que 27 matchs, n'obtenant que 12 coups sûrs. Il est tenu à l'écart du jeu par des maux de dos.

### Giants de San Francisco
En janvier 2014, Colvin, devenu agent libre, a une entente avec les Orioles de Baltimore, mais le contrat n'est pas signé après les examens médicaux d'usage, qui révèlent que l'ancien des Rockies souffre toujours d'une blessure au dos. Le 25 février 2014, il signe chez les Giants de San Francisco et rejoint leur entraînement de printemps.